# Arrondissement de Sarrebourg (Empire allemand)
L'arrondissement de Sarrebourg (Landkreis Saarburg) correspond à l'arrondissement français de Sarrebourg à l'époque de l'empire allemand et sous le Troisième Reich.

## Contexte
Un arrondissement allemand correspond à un arrondissement français. Ce découpage administratif fut instauré en Moselle en 1871, à la suite de l'annexion de l'Alsace-Lorraine, puis rétabli en 1940, avec l'annexion de la Moselle.

## Organisation territoriale
Pendant la première annexion allemande, le district de Lorraine désignait ce qui deviendra le département de la Moselle en 1918. Il constituait avec le district de Haute-Alsace et le district de Basse-Alsace l'Alsace-Lorraine. Le district de Lorraine comprenait l'arrondissement de Boulay, l'arrondissement de Château-Salins, l'arrondissement de Forbach, l'arrondissement de Metz-Campagne, l'arrondissement de Sarrebourg, l'arrondissement de Sarreguemines, l'arrondissement de Thionville-Est et l'arrondissement de Thionville-Ouest.
En 1940, le département de la Moselle devint le CdZ-Gebiet Lothringen et fut rattaché au Gau Westmark.

## Population de l'arrondissement
| Einwohner                    | 1890   | 1900   | 1910   |
| ---------------------------- | ------ | ------ | ------ |
| Arrondissement de Sarrebourg | 63 096 | 64 859 | 66 222 |

| Communes ( +1 000 ) | Habitants |
| ------------------- | --------- |
| Alberschweiler      | 1 528     |
| Avricourt           | 1 232     |
| Dagsburg            | 3 072     |
| Dreibrunnen         | 1 335     |
| Finstingen          | 1 058     |
| Niederweiler        | 1 032     |
| Pfalzburg           | 3 798     |
| Rieding             | 1 204     |
| Saarburg            | 10 019    |
| Sankt Quirin        | 1 029     |
| Walscheid           | 2 032     |

## Administrateurs civils ( Kreisdirektor)
- 1871: Julius von Freyber[2]
- 1876: Bernhard Hartenstein
- 1882: Julius Siegfried
- 1887: Rabe
- 1888: Gustav von Liebenstein
- 1893: Ferdinand Freudenfeld (de)
- 1912: Krieger

## Seconde Guerre mondiale
La Moselle étant de nouveau annexée à l’Allemagne en juillet 1940, le district de Lorraine fut rétabli pendant la Seconde Guerre mondiale. L'arrondissement faisait partie du CdZ-Gebiet Lothringen, nouvelle division territoriale intégrée au  Gau Saarpfalz, renommé Westmark en 1942. Libéré par les forces alliées fin 1944, l'arrondissement de Sarrebourg a été rétabli par la France.

## Administrateurs civils (Landkommissar - Landrat)
- 1940: Willi Walch[2]
- 1940: Schäck
- 1942: Schlessmann
- 1942: Hermann Drum (mars-octobre)[3].
- 1943: Schäck